# George Hunt Williamson
 (juin 2022).
La mise en forme du texte ne suit pas les recommandations de Wikipédia : il faut le « wikifier ».
Les points d'amélioration suivants sont les cas les plus fréquents :
- Les titres sont pré-formatés par le logiciel. Ils ne sont ni en capitales, ni en gras.
- Le texte ne doit pas être écrit en capitales (les noms de famille non plus), ni en gras, ni en italique, ni en « petit »…
- Le gras n'est utilisé que pour surligner le titre de l'article dans l'introduction, une seule fois.
- L'italique est rarement utilisé : mots en langue étrangère, titres d'œuvres, noms de bateaux, etc.
- Les citations ne sont pas en italique mais en corps de texte normal. Elles sont entourées par des guillemets français : « et ».
- Les listes à puces sont à éviter, des paragraphes rédigés étant largement préférés. Les tableaux sont à réserver à la présentation de données structurées (résultats, etc.).
- Les appels de note de bas de page (petits chiffres en exposant, introduits par l'outil «  Source ») sont à placer entre la fin de phrase et le point final[comme ça].
- Les liens internes (vers d'autres articles de Wikipédia) sont à choisir avec parcimonie. Créez des liens vers des articles approfondissant le sujet. Les termes génériques sans rapport avec le sujet sont à éviter, ainsi que les répétitions de liens vers un même terme.
- Les liens externes sont à placer uniquement dans une section « Liens externes », à la fin de l'article. Ces liens sont à choisir avec parcimonie suivant les règles définies. Si un lien sert de source à l'article, son insertion dans le texte est à faire par les notes de bas de page.
- La présentation des références doit suivre les conventions bibliographiques. Il est recommandé d'utiliser les modèles {{Ouvrage}}, {{Chapitre}}, {{Article}}, {{Lien web}} et/ou {{Bibliographie}}. Le mode d'édition visuel peut mettre en forme automatiquement les références.
- Insérer une infobox (cadre d'informations à droite) n'est pas obligatoire pour parachever la mise en page.

Pour une aide détaillée, merci de consulter Aide:Wikification.
Si vous pensez que ces points ont été résolus, vous pouvez retirer ce bandeau et améliorer la mise en forme d'un autre article.
Pour les articles homonymes, voir Williamson.
George Hunt Williamson (9 décembre 1926 - 25 janvier 1986), alias Michael d'Obrenovic et Brother Philip,
était un essayiste américain, ufologue, contacté, médium, et auteur métaphysique qui s'est fait connaître dans les années 1950.

## Biographie
Williamson, né à Chicago, de parents George Williamson et Bernice Hunt, avait des penchants mystiques à l'adolescence, mais a transféré une partie de son enthousiasme occulte aux soucoupes volantes à la fin des années 1940. Il était étudiant en archéologie au moins dès 1946 lorsqu'il a enregistré un site dans le sud de l'Illinois. En 1949, il était étudiant en anthropologie à l'Université de l'Arizona et effectuait des recherches archéologiques sur le terrain dans le comté de Lincoln, au Nouveau-Mexique. En octobre 1949, il participa à la fondation de la Yavapai County Archaeological Society à Prescott, Arizona où il a vécu au moins jusqu'en 1955. Bien qu'il ne soit apparemment pas resté actif longtemps, cette société a été à l'origine d'un groupe archéologique toujours actif. Sur la base d'un travail de terrain dans le nord du Mexique, il a publié un article sur les fêtes. Bien que les détails soient incertains, il a été expulsé de l'université pour des raisons académiques au début de 1951 et ne semble pas avoir jamais obtenu de diplôme universitaire, bien qu'il ait mis "Dr." devant son nom.

## Publications
- Other Tongues—Other Flesh (1953) Amherst Press. Reprinted as Other Tongues—Other Flesh Revisited: Ancient Mysteries Collide With Today's Cosmic Realities (2012) by Global Communications, with additional material by Timothy Green Beckley, Joshua Shapiro and Sean Casteel.  (ISBN 1-60611-052-7).
- The Saucers Speak: A Documentary Report of Interstellar Communication by Radiotelegraphy with Alfred C. Bailey (1954) New Age Publishing Co. Reprinted as Other Voices (1995) by Abelard Productions, Inc.  (ISBN 0-938294-64-4). Reprinted as The Saucers Speak: Calling All Occupants of Interplanetary Craft (2007 and 2012) by Global Communications, with additional material by Timothy Green Beckley and Sean Casteel.  (ISBN 1-60611-132-9).
- Secret Places of the Lion (1958) Neville Spearman. Reprinted by Futura Publications Limited, 1974.  (ISBN 0-8600-7011-5). Reprinted by Destiny Books, 1989.  (ISBN 0892816015).
- UFOs Confidential: The Meaning Behind the Most Closely Guarded Secrets of All Time, with John McCoy (1958) Essene Press.
- Road in the Sky (1959) Neville Spearman Ltd. Reprinted by Futura Publications Limited, 1975.  (ISBN 0-8600-7144-8). Reprinted as Traveling the Path Back to the Road in the Sky: A Strange Saga of Saucers, Space Brothers & Secret Agents (2012) by Global Communications, with additional material by Timothy Green Beckley, Nick Redfern and Brad Steiger.  (ISBN 1-60611-133-7).
- Secret of the Andes, as Brother Philip (1961) Neville Spearman Ltd. Reprinted as Secret of the Andes and the Golden Sun Disc of MU (2008) by Global Communications, with additional material by Timothy Green Beckley, Joshua Shapiro, John J. Robinson, Brent Raynes, Charles A. Silva and Harold T. Wilkins.  (ISBN 1-60611-053-5).